# Jean-Claude Bonnal
 (décembre 2018).
Pour les articles homonymes, voir Bonnal.
Jean-Claude Bonnal, né le 4 février 1953 à Saïgon, est un tueur en série et braqueur multirécidiviste français, d'origine vietnamienne, surnommé « le Chinois ».
Bonnal a commis sept meurtres, deux tentatives de meurtre — probablement une troisième —, et plusieurs attaques à main armée, entre 1973 et 2001. Son cas suscite une vive émotion, en octobre 2001, à la suite du meurtre de six personnes, dont deux policiers, après une remise en liberté, en décembre 2000,.

## Biographie

### Enfance et jeunesse
Jean-Claude Bonnal naît le 4 février 1953 à Saïgon. Il naît dans une fratrie de 12 enfants. La famille Bonnal ne reste pas longtemps à Hô Chi Minh-Ville, en raison de la Guerre d'Indochine qui fait de nombreux ravages en Indochine française.
En 1956, Bonnal et sa famille fuient la Guerre d'Indochine, sont rapatriés en France et s'installent alors à Vitry-sur-Seine, en banlieue parisienne. Durant l'enfance, Bonnal est régulièrement victime de racisme par ses camarades de classe, qui le traitent comme étant un étranger et un Chinois, alors qu'il est Vietnamien.
En 1969, alors que Bonnal est âgé de 16 ans, deux de ses frères, respectivement âgés de 12 et 15 ans, meurent dans un incendie dans une cave. L'incident est un "coup dur" pour Bonnal, qui devient dépressif avant de basculer dans des faits de délinquance.
En mai 1971, âgé de 18 ans, Bonnal est arrêté et placé en détention provisoire pour ses premiers méfaits. Il effectue un court séjour en prison, avant d'être libéré à la suite d'une tentative de suicide. Bonnal effectue, juste après sa libération, son service militaire dans la marine. Il y reste durant cinq mois, avant de déserter l'armée en 1972.

### Le«Gang de la Banlieue Sud»
En 1972, Bonnal, âgé de 19 ans, devient le « second couteau » au sein du « gang de la banlieue sud » de Paris et commence à planifier divers braquages, cambriolages et vol qualifiés, afin de récolter une grande somme d'argent. Le « gang de la banlieue sud » est composé de quatre membres, dont Bonnal, qui fréquentent les bars de Vitry-sur-Seine, afin de « mettre leurs plans à exécution ». Lors de la formation du gang, Bonnal est surnommé « Bobonne » par ses comparses.
En juillet 1973, Bonnal et ses complices du « gang de la banlieue sud » commettent un vol qualifié chez une personne âgée afin de se payer des vacances. Les gangsters se répartissent les tâches ; les uns ligotent et bâillonnent la vieille dame, tandis que les autres cambriolent la demeure. Cependant, les liens de la victime sont relativement serrés, et cette dernière meurt étouffée. Croyant que la vieille dame est toujours en vie, Bonnal et ses comparses prennent la fuite et commettent un autre cambriolage dans la foulée, au cours duquel le gang blesse volontairement un passant. Bonnal et ses complices sont reconnus par des témoins du braquage et arrêtés. À la suite de leurs interpellations, ils sont inculpés pour cambriolage, vol qualifié et assassinat, puis placés en détention provisoire ; le juge d'instruction estimant que l'acte a été commis avec préméditation,.
En détention, Bonnal et le reste du « gang de la banlieue sud » se défendent de leurs inculpations, en insistant sur le fait qu'ils ignoraient que la personne âgée était morte à la suite du vol qualifié. Afin de prouver leurs déclarations, les quatre inculpés affirment qu'ils n'auraient pas commis un cambriolage dans la foulée, en raison des conséquences et de la peine encourue - la peine de mort (qui est toujours applicable au moment des faits et de l'instruction). Devant l'insistance acharnée de Bonnal et de ses complices, le juge d'instruction décide d'analyser les faits dans les moindres détails. Durant les années qui suivent, il finit par reconnaître la cohérence des affirmations du gang et les renvoie devant la cour d'assises pour cambriolage, vol qualifié et coups mortels.
En mars 1979, Bonnal et le reste du « gang de la banlieue sud » comparaissent devant la cour d'assises pour le cambriolage et « coups mortels » lors du vol qualifié. Bonnal a alors 26 ans. Au terme de son procès, Bonnal est reconnu coupable de « coups et blessures volontaires ayant entraîné la mort sans intention de la donner » et condamné à 10 ans de réclusion criminelle.

### Libération, vie de couple et rechute dans le banditisme
Bonnal est libéré le 30 juin 1981, après avoir purgé près de 8 ans de détention. Bonnal est âgé de 28 ans lorsqu'il recouvre la liberté et décide de s'installer à Orly, dans un petit appartement de la cité de Mermoz,.
Quinze jours plus tard, le 15 juillet 1981, Bonnal rencontre une dénommée Martine, âgée de 18 ans, qui est fascinée par la gentillesse de Jean-Claude. Tous deux entament une relation amoureuse et se mettent en ménage. Martine demeure très sensible au sort de Jean-Claude, car ce dernier lui parle régulièrement de la mort de ses deux jeunes frères, brûlés vifs dans une cave à Vitry, plusieurs années auparavant. Bonnal et Martine donnent naissance à un fils en 1982. Cette naissance devient rapidement compliquée pour le couple, notamment pour Bonnal, en raison de leurs faibles revenus,,.
En avril 1983, Bonnal braque un supermarché et vole un tracteur avant de prendre la fuite. À la suite du braquage, les personnes présentes sur les lieux décrivent un homme de type asiatique, voire Chinois. Un portrait-robot établi permet à la police d'identifier Bonnal, âgé de 30 ans, qui est libre depuis moins de deux ans. Bonnal est alors arrêté, inculpé de braquage et vol qualifié en état de récidive puis placé en détention provisoire, à la Prison de Fresnes. Lorsque Martine apprend la rechute de Bonnal, ce dernier lui avoue avoir « dérapé » et insiste sur le fait de ne pas avoir eu l'intention de rechuter, en affirmant qu'il ne commettra plus de forfaits. Ayant de l'empathie à l'encontre de Jean-Claude, Martine décide de le soutenir dans sa défense en allant jusqu'à la demande en mariage. En détention provisoire, Bonnal épouse Martine, le 4 janvier 1984, au Centre pénitentiaire de Fresnes.
En juin 1985, Bonnal comparaît devant la Cour d'assises de Seine-et-Marne pour les faits de braquage et de vol qualifié, commis en état de récidive. Il est alors âgé de 32 ans. Lors de son procès, Bonnal est soutenu par Martine, son épouse, qui dresse une très bonne image de son mari en croyant à sa rédemption. Au terme de son jugement, Bonnal est condamné à 7 ans réclusion criminelle.

### Libération et braquage de la«Barclay's Bank»
Bonnal est libéré de prison, en avril 1988, après cinq ans de détention. Il est âgé de 35 ans, mais ne parvient pas à trouver un emploi lui permettant de subvenir aux besoins du ménage : lui, Martine et son fils. Peu après sa libération de prison, Bonnal apprend que Martine attend un deuxième enfant et réalise qu'il doit mettre ses revenus de côté afin d'éviter une mise à pied.
Le 3 novembre 1988, Bonnal replonge dans le banditisme en commettant un braquage dans une agence de la Barclay's Bank, située dans le 16e arrondissement de Paris. Le braquage tourne mal pour Bonnal, car la police est très vite avertie de l'attaque perpétrée par le braqueur. Durant l'attaque de la Barclay's Bank, éclate une fusillade entre Bonnal et la police. Les coups de feu sont violents et un policier est grièvement blessé au cours de la fusillade. Bonnal est finalement maîtrisé par les forces de l'ordre en compagnie de trois complices. Les quatre hommes sont inculpé de braquage accompagné de tentative de meurtre, en état de récidive, puis placé en détention provisoire. Martine donne naissance, le 30 décembre 1988, à la seconde fille du couple : Anaïs Bonnal. Lorsque son mari retourne en détention, Martine ne l'abandonne pas, en raison de ses gestes portant à sauver la famille.
Bonnal comparaît, du 9 au 11 septembre 1991, devant la Cour d'assises de Paris, pour le braquage de la Barclay's Bank précédé de la tentative de meurtre sur un policier. Au terme des trois journées de jugement, Bonnal est reconnu coupable des faits qui lui sont reprochés puis est condamné à 12 ans de réclusion criminelle.

### Libération et mise en cause dans le braquage du«Printemps Haussmann»
Bonnal est libéré le 30 janvier 1997, après avoir effectué plus de 8 ans de détention. À la suite de sa libération, Bonnal est embauché dans un restaurant de karaoké, appelé le Taratata, et y fréquente une fille en relations amicales.
Le 24 novembre 1998 à environ 14 h, deux hommes braquent un bureau de change situé à l'entrée du grand magasin Printemps Haussmann et neutralisent le vigile. Le butin est de 296 000 francs. Sortis du bâtiment, les braqueurs retirent leur cagoule. Émile Ferrari, garagiste ancien garde du corps, témoin du braquage dans le magasin, les suit et tente d'immobiliser Mohamed Benamara dans la rue. L'un des malfaiteurs lui tire une balle dans la tête. Les deux complices, pris de panique, menacent la foule de leurs armes pour s'enfuir. La bousculade fait dix blessés. Émile Ferrari survit à sa blessure, mais elle lui provoque des pertes de mémoire. Sur les lieux, les enquêteurs trouvent deux douilles de calibre 11,43. Émile Ferrari est certain que c'est Bonnal qui lui a tiré dessus, alors que des témoins disent que c'est Benamara. Plus tard, Émile Ferrari déclare au juge d'instruction que c'est Benamara qui lui a tiré dans la tête. Un indicateur dénonce Jean-Claude Bonnal, 45 ans, et Mohamed Benamara, 49 ans, aux enquêteurs.
Le 16 décembre 1998, Benamara est interpelé chez sa compagne à Colombes. Le lendemain, Bonnal est interpelé à son tour, à sa résidence de Villeneuve-Saint-Georges. Ils nient les faits, déclarent ne pas se connaitre et ont des alibis, qui ne sont pas infaillibles. Lors de la perquisition du logement de Benamara les enquêteurs ne découvrent aucune preuve. Mais lors de la perquisition de l'appartement de Bonnal, des devises étrangères sont trouvées dans une enveloppe sur le réfrigérateur et un pistolet colt 45 dans un sac plastique caché derrière une plinthe est découvert. Bonnal déclare que le pistolet n'est pas à lui et qu'il lui a été confié pour le garder et le cacher. L'expertise balistique établit que c'est bien ce pistolet qui a tiré les deux balles sur les lieux du braquage. Au terme de leurs gardes à vue respectives, le 18 décembre 1998, Bonnal et Benamara sont mis en examen pour attaque à main armée, précédée de tentative de meurtre, puis placés en détention provisoire à la prison de Fleury-Mérogis.
Durant l'instruction, Bonnal est extrait de sa prison, afin d'être présenté à Émile Ferrari. Lors du tapissage derrière le miroir sans tain, Émile Ferrari identifie formellement Jean-Claude Bonnal, à l'aide de la description de son visage, qui lui vaut d'être surnommé « le Chinois ». Bonnal n'apprécie aucunement ce surnom, du fait d'être origine vietnamienne. En détention provisoire, Bonnal et Benamara, qui se disent totalement innocents des faits qui leur sont reprochés, demandent à plusieurs reprises leur remise en liberté, qui leur est refusée. Cependant, la défense des deux inculpés permet de trouver un doute sur leur culpabilité, en raison de la qualité vidéo des caméras de surveillance lors du braquage et du fait que Bonnal et Benamara ne se connaissent pas, malgré leurs passés judiciaires qui ne donnent "que" des convictions à l'égard de leur culpabilité.
En novembre 2000, Marie-Alix Canu-Bernard, l'avocate de Benamara, formule une nouvelle demande de remise en liberté pour son client qui lui est finalement accordée, en raison du manque d'éléments à charges et de preuves pouvant la relier au braquage. Après avoir effectué près de deux ans de détention préventive, Benamara est remis en liberté, le 4 décembre 2000.
Le 21 décembre 2000, les magistrats de la chambre d'accusation, souveraine, décident également que la détention provisoire de Jean-Claude Bonnal n'est pas justifiée. Elle a alors duré deux ans ; un délai moyen à Paris pour une affaire criminelle. En attendant son procès aux assises, Bonnal est libéré de la prison de Fleury-Mérogis, le 26 décembre 2000, en moyennant une caution de 80 000 Francs (12 196 Euros).

### Tuerie du«Fontenoy»
Dans la soirée du 6 octobre 2001, à Athis-Mons, Brahim Titi et Akim Bouhassoune entrent dans le bar-tabac le Fontenoy et boivent un kir au comptoir. Plus tard, les autres clients ayant quitté le bar, Jean-Claude Bonnal cagoulé, rejoint Titi et Bouhassoune et braquent le propriétaire Gildo Alves 38 ans. Pendant que Titi et Bonnal fouillent le bar et vident la caisse, Bouhassoune enferme dans les toilettes Virginie la serveuse, 24 ans, Albertina la femme de ménage, 34 ans, la propriétaire Marie-Louisa, 34 ans, et Sandra, 9 ans, la fille des propriétaires. Il leur attache les mains dans le dos avec du fil électrique. Les adultes sont emportés au sous-sol un par un, où ils sont exécutés d'une balle dans la tête. Une deuxième balle a été tirée sur Gildo dans son bas ventre. Les braqueurs épargnent la fillette et partent avec un butin d'environ 7 000 francs.
Sandra parvient à se détacher, découvre les cadavres au sous-sol, remonte, ouvre une fenêtre, appelle des passants à l'aide. Des voisins téléphonent à la police.
Sandra déclare qu'elle n'a vu que deux des braqueurs, mais quand elles étaient enfermées dans les toilettes, Albertina lui a dit qu'ils sont trois.
Le 7 octobre 2001, deux des braqueurs tentent de retirer de l'argent à un distributeur de billets avec la carte bancaire de Marie-Louisa Alves. Le distributeur automatique « avale » la carte. La caméra de surveillance du distributeur ne fonctionne pas. Au sous-sol, les enquêteurs trouvent cinq douilles de calibre 380. L'expertise balistique établit que les munitions ont été tirées par un pistolet AMT Backup (en), dont le chargeur contient cinq balles ; un modèle rarissime en France. Lors du tapissage derrière le miroir sans tain, Sandra identifie formellement Hakim Bouhassoune. Les clients du bar identifient Brahim Titi et Akim Bouhassoune.

### Tuerie du«Plessis-Trévise»
Dans la matinée du 16 octobre 2001, Bonnal, Brahim Titi, Djamel Bessafi, Zahir Rahmani et Chérif Asslouni tentent de cambrioler le pavillon au 16 avenue de la Sirène, au Plessis-Trévise. Jean-Marc Pernès médecin, son épouse bijoutière, leur fils Vincent et leur fille sont regroupés au rez-de-chaussée, ligotés et bâillonnés. Une nièce, dont les cambrioleurs ignorent la présence, s'est cachée dans la salle de bains et avertit la police avec son téléphone portable à environ 7 h 30. Cinq policiers, à bord de deux véhicules, arrivent sur place discrètement. Dans une voiture, il y a le brigadier Patrick Le Roux, 33 ans, le gardien de la paix Paul Desbiens et l'adjoint de sécurité Alexandre Riebel. Dans l'autre voiture : les gardiens de la paix Yves Meunier, 27 ans, et Lionel Levecq. Patrick Le Roux entre silencieusement sur la propriété et constate en regardant par une vitre de la porte que ce n'est pas une fausse alerte. Il rejoint ses collègues aux véhicules, les policiers de voie publique ne possèdent pas de gilets pare-balles à cette époque. Mais les policiers ont été repérés par les cambrioleurs qui paniquent et veulent s'enfuir en prenant la fille en otage. Les policiers entendant les hurlements de désespoir de la mère décident d'intervenir immédiatement. Paul Desbiens reste en retrait près des voitures, les quatre autres policiers passent de chaque côté la maison, par groupe de deux. Les cambrioleurs renoncent à emmener un otage et s'échappent du pavillon en désordre.
Patrick Le Roux et Yves Meunier interceptent Djamel Bessafi, le maitrisent et le menottent. Lionel Levecq et Alexandre Riebel voient un cambrioleur qui tente de fuir en escaladant le mur du fond du jardin. Ils tentent de le saisir pour l'immobiliser. À cet instant, les coups de feu pleuvent sur les policiers. Yves Meunier meurt sur le coup abattu par trois balles, dont une dans la nuque. Patrick Le Roux, ayant reçu une balle au thorax, meurt dans les heures qui suivent. Lionel Levecq qui a reçu une balle dans le dos est gravement blessé.

### Arrestations et polémique envers la remise en liberté de Jean-Claude Bonnal
Après s'être réfugié entre deux voitures, Djamel Bessafi, 28 ans, est interpellé le 16 octobre 2001, blessé par une des balles tirées par Bonnal, dans la tuerie du Plessis-Trévise. Il est mis en examen pour complicité de meurtres et de tentative de meurtre sur personnes dépositaires de l'autorité et attaque à main armée, puis placé en détention provisoire.
Les enquêteurs trouvent sur les lieux :
- un gant gauche noir dans la rue. Des traces d'ADN sont décelées dedans, qui est reconnu comme étant celui de Jean-Claude Bonnal.
- dans le pavillon, un sac à dos contenant une cagoule.
- sur le terrain de la propriété, un chargeur de pistolet Beretta vide.
- des douilles de calibre 9 millimètres.

Le 19 octobre 2001, Bonnal, 48 ans, Brahim Titi et Akim Bouhassoune, 33 ans, sont placés en garde à vue, dans le cadre de la tuerie du Fontenoy. Parmi les trois suspects, seul Bouhassoune reconnaît sa participation au quadruple meurtre. Il affirme avoir agi avec Bonnal, Bessafi et Titi et désigne Titi comme étant le tireur. À l'issue de leur gardes à vue, Bonnal, Titi et Bouhassoune sont mis en examen pour meurtres et attaque à main armée, puis incarcérés à la prison de Fleury-Mérogis.
Après l'arrestation des quatre braqueurs, les enquêteurs font une vérification complète dans la téléphonie de Bonnal pour identifier les autres membres de la tuerie du Plessis-Trévise. Ils découvrent alors des échanges réguliers avec Zahir Rahmani et Cherif Asslouni, tous deux âgés de 21 ans.
Le 25 octobre 2001, Assloui est arrêté dans la tuerie du Plessis-Trévise. Une autre équipe est chargée d'interpeller Rahmani, mais trouve porte close. Après quelques vérifications, les enquêteurs découvrent que Rahmani est parti en fuite le lendemain de la tuerie du Plessis-Trévise. En garde à vue, Asslouni reconnaît avoir participé aux faits et dénonce Bonnal comme étant le tireur. Il mis en examen pour meurtres et tentative de meurtre envers personnes dépositaires de l'autorité, ainsi que pour attaque à main armée, puis incarcéré à la prison de Fleury-Mérogis.
Le 5 novembre 2001, Rahmani est finalement arrêté, après avoir été reconnu. En garde à vue, il reconnaît également participation à la tuerie du Plessis-Trévise et accuse également Bonnal d'être le tireur. Il est également mis en examen pour meurtres et tentative de meurtre envers personnes dépositaires de l'autorité, ainsi que pour attaque à main armée, puis incarcérés à la prison de Fleury-Mérogis. À la suite de leur incarcération, Asslouni et Rahmani se rétractent néanmoins de leur aveux et affirment que Bonnal est innocent ; des déclarations qui ne sont pas jugées sérieuses, au vu des éléments du dossier.
Le 14 février 2002, Bonnal est placé en garde à vue, dans le cadre de la tuerie du Plessis-Trévise. Il nie également avoir participé aux faits et affirme que l'ADN retrouvé sur les lieux a été déposé par les gendarmes. Il est mis en examen pour meurtres et tentative de meurtre envers personnes dépositaires de l'autorité et attaque à main armée, puis reconduit à la Maison d'arrêt de Fleury-Mérogis. Le lendemain, Titi est placé à son tour en garde à vue, dans le cadre de la tuerie. Contrairement à Bonnal, Titi reconnaît avoir participé aux faits, mais affirme que Bonnal et lui ne sont pas les tireurs. Titi est mis en examen pour meurtres et tentative de meurtre envers personnes dépositaires de l'autorité et attaque à main armée, puis reconduits à la Maison d'arrêt de Fleury-Mérogis.
Ces deux affaires entraînent une polémique entre policiers et magistrats car Bonnal venait d'être remis en liberté conditionnelle, dans l’attente d'un autre procès, la détention provisoire ne pouvant excéder deux ans.

### Jugement dans le braquage du«Printemps Haussmann»
Le 7 février 2003, le procès de Bonnal et Benamara pour l'affaire du braquage du bureau de change du Printemps, débute à la cour d'assises de Paris. Seul Bonnal est présent car Benamara, parti « en cavale », est absent. La défense de Jean-Claude Bonnal est assurée par Florence Moreau. Michel Zaoui est l'avocat d'Émile Ferrari.
Le 12 février 2003, Bonnal est condamné à 18 ans de réclusion criminelle. Se disant innocent, il fait appel de cette condamnation. En août 2003, Benamara est capturé en Espagne, puis retourne en prison pour avoir enfreint son contrôle judiciaire.
Le 11 juin 2004, le procès en appel de Bonnal débute à la cour d'assises de Seine-Saint-Denis à Bobigny.
Bonnal comparait à nouveau seul à ce procès, car Benamara n'a pas été jugé en première instance. La défense de Bonnal s'appuie sur le fait qu'il n'a pas pu être vu dans le magasin puisque les braqueurs étaient cagoulés. Et le seul témoin disant l'avoir vu dans la rue est Émile Ferrari, dont la mémoire est défaillante à la suite de sa blessure.
Le 16 juin 2004, Bonnal est acquitté, mais reste incarcéré pour les six assassinats commis lors des braquages de 2001.
Mohamed Benamara comparaît, du 16 au 20 décembre 2005, pour le braquage du Printemps. Sa défense est assurée par Marie-Alix Canu-Bernard et Éric Dupond-Moretti. Au terme de son procès, Benamara est acquitté.

### Jugement dans les tueries du«Fontenoy»et du«Plessis-Trévise»
Le 4 janvier 2006, le procès pour les affaires d'Athis-Mons et du Plessis-Trévise, débute à la cour d'assises du Val-de-Marne à Créteil. Françoise Berrux et Michèle Launay sont les avocates des policiers. Catherine Schmelk est l'avocate de la famille Pernès. Alexandre Varaut est l'avocat de la famille Alves. La défense d'Akim Bouhassoune est assurée par Françoise Cotta. La défense de Brahim Titi est assurée par Hubert Delarue. Philippe Bilger est l'avocat général. Dans la matinée du 1er février 2006, Bonnal est condamné à la réclusion criminelle à perpétuité, assortie d'une période de sûreté de 22 ans. Brahim Titi est condamné à la réclusion criminelle à perpétuité. Akim Bouhassoune est condamné à 25 ans de réclusion criminelle, Djamel Bessafi et Zahir Rahmani à 15 ans de prison, Cherif Asslouni à 8 ans.
En février 2006 Bonnal obtient une indemnisation de 18 000 euros pour ses 2 ans de détention provisoire dans l'affaire du braquage du bureau de change du Printemps pour laquelle il a été reconnu innocent. Finalement, il y renonce pour ne pas alimenter la polémique.
Le 4 juin 2007, le procès en appel débute à la cour d'assises de Paris. La défense de Brahim Titi est assurée par Laurence Cechman,.
Le 4 juillet 2007, Bonnal est de nouveau condamné à la réclusion criminelle à perpétuité assortie d'une période de sûreté de 22 ans.  Brahim Titi voit sa peine réduite à 25 ans de réclusion criminelle, Akim Bouhassoune voit sa peine alourdie à 30 ans de réclusion, Zahir Rahmani et Djamel Bessafi sont respectivement condamnés à 13 ans de réclusion criminelle, tandis que Cherif Asslouni est de nouveau condamné à 8 ans de réclusion criminelle.
Bonnal et ses avocats forment un pourvoi en cassation, mais le pourvoi est rejeté, le 12 mars 2008.

### Documentaire télévisé
: document utilisé comme source pour la rédaction de cet article.
- « Jean-Claude Bonnal, le "Chinois" » le 25 février 2007 dans Faites entrer l'accusé présenté par Christophe Hondelatte sur France 2.

### Articles de presse
- « Le cambriolage tourne à la fusillade : deux policiers tués » Article de Jacky Durand publié le 17 octobre 2001 dans Libération.
- « France Drame près de Paris Deux policiers tués par des cambrioleurs » Article publié le 17 octobre 2001 dans Le Soir.
- « Patrick se croyait moins exposé à Chennevières » Article de Mathieu Janin et Guénaèle Calant publié le 18 octobre 2001 dans Le Parisien.
- « Tuerie d'Athis-Mons : le "Chinois" a été arrêté » Article de Frédéric Vézard, Stéphane Albouy et Brendan Kemmet publié le 20 octobre 2001 dans Le Parisien.
- « Le Chinois suspect dans les tueries d'Athis et du Plessis » Article de Jean-Marc Ducos publié le 21 octobre 2001 dans Le Parisien.
- « Athis-Mons : la bande du "chinois" écrouée » Article de Patricia Tourancheau publié le 22 octobre 2001 dans Libération.
- « Plessis-Trévise : le "Chinois" confondu » Article publié le 24 octobre 2001 dans Le Nouvel Observateur.
- « Fallait-il libérer "le Chinois" ? » Article de Eric Pelletier publié le 25 octobre 2001 dans L'Express.
- « Je suis victime d'un coup monté » Article de Geoffroy Tomasovitch publié le 26 novembre 2001 dans Le Parisien.
- « Hommage aux deux policiers tués au Plessis-Trévise » Article publié le 16 avril 2002 dans La Croix.
- « Le "Chinois" au cœur du mystère de la tuerie d'Athis-Mons » Article de David Charpentier et Geoffroy Tomasovitch publié le 6 octobre 2002 dans Le Parisien.
- « L'hommage aux deux policiers tués » Article de Fabienne Huger publié le 17 octobre 2002 dans Le Parisien.
- « J'ai fait vingt-six ans de prison, je n'ai rien à perdre » Article de Patricia Tourancheau publié le 8 février 2003 dans Libération.
- « Le témoignage qui charge le "Chinois" » Article d'Élisabeth Fleury publié le 12 février 2003 dans Le Parisien.
- « Le "Chinois" jugé pour six meurtres dans le Val-de-Marne » Article de Nathalie Perrier publié le 6 septembre 2005 dans Le Parisien.
- « Jean-Claude Bonnal, dit "le Chinois", face à la justice pour deux séries de meurtres » Article publié le 6 septembre 2005 dans Le Monde.
- « Première journée du procès de Jean-Claude Bonnal, dit "le Chinois", et de ses coaccusés » Article publié le 4 janvier 2006 dans Le Monde.
- « Le procès du "Chinois" s'est ouvert » Article publié le 4 janvier 2006 dans Le Nouvel observateur.
- « Autopsie du massacre d'Athis-Mons » Article d'Olivier Bureau publié le 11 janvier 2006 dans Le Parisien.
- « Sandra, 13 ans, met en cause le "Chinois" » Article d'Olivier Bureau publié le 12 janvier 2006 dans Le Parisien.